# Antoine Gizenga
Antoine Gizenga (5. října 1925 – 24. února 2019) byl konžský politik, představitel Sjednocené lumumbovské strany (Parti Lumumbiste Unifié). Byl premiérem Demokratické republiky Kongo v letech 1960–1961 a 2006–2008.
V roce 1961 nahradil ve funkci premiéra zavražděného Patrice Lumumbu a pokračoval v jeho střetu s prezidentem Josephem Kasavubuem, kterého se mu dokonce v roce 1961 podařilo na krátkou dobu sesadit z funkce a byl tak hlavou státu. Pokus o puč mu však nevyšel, byl uvězněn a od roku 1965 působil v exilu. Z něho se vrátil roku 1992. Roku 2006 kandidoval za lumumbovce na prezidenta, skončil třetí s třinácti procenty hlasů. Brzy se mu však podařilo sestavit vládu.